# Distretto di Qarabagh (Kabul)
Il distretto di Qarabagh è un distretto dell'Afghanistan appartenente alla provincia di Kabul. Viene stimata una popolazione di 74.300 abitanti (dato 2012-13).